# Al-Hajza
Al-Hajza (arab. الحيزة) – wieś w Syrii, w muhafazie Aleppo, w dystrykcie Manbidż. W 2004 roku liczyła 461 mieszkańców.